# Laurent Akoun
Pour les articles homonymes, voir Akoun.
Laurent Akoun, né en 1949 à Memni, est une personnalité politique ivoirienne, enseignant, et membre du FPI.

## Biographie
Il est secrétaire général du Syndicat national des enseignants du secondaire de Côte d'Ivoire (SYNESCI) de 1980 à 1983.
Alors membre du Parti ivoirien des travailleurs (PIT), il est emprisonné en 1992 sous le régime de Houphouët-Boigny. A sa libération, il rallie le Front populaire ivoirien dont il intègre le secrétariat général en 1993.
Quelques mois après l'élection de Laurent Gbagbo comme président, il est élu député du FPI dans la commune d'Alépé en décembre 2000. Il est nommé président de la commission Sécurité et Défense à l'Assemblée nationale en janvier 2001. Il est nommé secrétaire-général adjoint du FPI lors du congrès de juillet 2001.
Laurent Akoun devient secrétaire général par intérim du parti en juillet 2011 à la suite de la crise post-électorale avec le départ de Miaka Ouretto de ce poste pour la présidence intérimaire.
Il est arrêté le 26 août 2012 pour son implication présumée dans les attaques contre l'armée ivoirienne depuis le début de mois d'août,,. Il lui est également reproché des propos diffamatoires envers le président Ouattara et des propos violents mettant à mal la réconciliation dans le pays,, et inculpé pour trouble à l'ordre public . Il est condamné, le 31 août 2012  à 6 mois de prison ferme, 1 an de privation de ses droits civiques et 1 an d'interdiction de tout autre partie du territoire ivoirien en dehors de son village d'origine, Memni, dans le sud de la Côte d'Ivoire,. Il est libéré le 28 février 2013 après six mois de détention à la Maison d’arrêt et de correction d’Abidjan (MACA).
Le président du FPI Pascal Affi Nguessan le rétrograde 5e vice-président chargé de la vie du parti.
Dans la nuit du mardi 27 au mercredi 28 octobre 2020, son fils Charles Etienne Louis Akoun, commissaire de police, est tué au cours d'un braquage à Cocody-Angré (Abidjan).